# Петровское (Двуречанский район)
Петровское (укр. Петрівське) — село,
Токаревский сельский совет,
Двуречанский район,
Харьковская область, Украина.
Код КОАТУУ — 6321886004. Население по переписи 2001 года составляет 17 (7/10 м/ж) человек.

## Географическое положение
Село Петровское находится в начале балки Виднега Вторая, на расстоянии в 2 км от сёл Великий Выселок и Токаревка.
В селе небольшой пруд.

## История
- 1943 — дата освобождения от нацистской оккупации.

## Название
Похожие названия приводили к путанице, так как в одной Харьковской области рядом могли оказаться сёла с одинаковыми названиями: в одной Харьковской области находились в 2016 году девять Петровских: Петровское (Балаклейский район), Петровское (Двуречанский район), Петровское (Кегичёвский район), Петровское (Краснокутский район), Петровское (Близнюковский район), Петровское (Волчанский район), Петровское (Зачепиловский район), Петровское (Лозовской район), Петровское (Чугуевский район).
На территории УССР находились 69 населённых пунктов с названием Петровское.